# محروقي العلياء (بوزي)
محروقي العلياء (بالفارسية: محروگی علیا) هي منطقة سكنية تقع في جنوب شرق مدينة الفلاحية في قسم بوزي الريفي. يقدر عدد سكانها بـ 188 نسمة بحسب إحصاء 2016.